# Silhac
Silhac (en francès i occità) és un municipi francès situat al departament de l'Ardecha i a la regió d'Alvèrnia-Roine-Alps. L'any 2007 tenia 342 habitants.

## Demografia

### Població
El 2007 la població de fet de Silhac era de 342 persones. Hi havia 144 famílies de les quals 44 eren unipersonals (12 homes vivint sols i 32 dones vivint soles), 48 parelles sense fills, 48 parelles amb fills i 4 famílies monoparentals amb fills.
La població ha evolucionat segons el següent gràfic:
Habitants censats

### Habitatges
El 2007 hi havia 344 habitatges, 145 eren l'habitatge principal de la família, 167 eren segones residències i 32 estaven desocupats. 324 eren cases i 14 eren apartaments. Dels 145 habitatges principals, 113 estaven ocupats pels seus propietaris, 25 estaven llogats i ocupats pels llogaters i 7 estaven cedits a títol gratuït; 15 tenien dues cambres, 22 en tenien tres, 35 en tenien quatre i 73 en tenien cinc o més. 119 habitatges disposaven pel capbaix d'una plaça de pàrquing. A 74 habitatges hi havia un automòbil i a 57 n'hi havia dos o més.

### Piràmide de població
La piràmide de població per edats i sexe el 2009 era:
| Homes | Edats   | Dones |
| ----- | ------- | ----- |
| 4     | 95 o +  | 0     |
| 0     | 90 a 94 | 0     |
| 0     | 85 a 89 | 0     |
| 4     | 80 a 84 | 4     |
| 12    | 75 a 79 | 0     |
| 4     | 70 a 74 | 12    |
| 12    | 65 a 69 | 4     |
| 16    | 60 a 64 | 4     |
| 16    | 55 a 59 | 8     |
| 20    | 50 a 54 | 8     |
| 8     | 45 a 49 | 16    |
| 0     | 40 a 44 | 4     |
| 12    | 35 a 39 | 12    |
| 16    | 30 a 34 | 8     |
| 8     | 25 a 29 | 0     |
| 8     | 20 a 24 | 8     |
| 4     | 15 a 19 | 12    |
| 4     | 10 a 14 | 12    |
| 8     | 5 a 9   | 0     |
| 8     | 0 a 4   | 4     |

## Economia
El 2007 la població en edat de treballar era de 207 persones, 141 eren actives i 66 eren inactives. De les 141 persones actives 129 estaven ocupades (66 homes i 63 dones) i 12 estaven aturades (7 homes i 5 dones). De les 66 persones inactives 24 estaven jubilades, 19 estaven estudiant i 23 estaven classificades com a «altres inactius».

### Ingressos
El 2009 a Silhac hi havia 148 unitats fiscals que integraven 352 persones, la mediana anual d'ingressos fiscals per persona era de 14.116 €.

### Activitats econòmiques
Dels 13 establiments que hi havia el 2007, 4 eren d'empreses de construcció, 1 d'una empresa de comerç i reparació d'automòbils, 4 d'empreses d'hostatgeria i restauració, 1 d'una empresa d'informació i comunicació, 2 d'empreses de serveis i 1 d'una entitat de l'administració pública.
Dels 3 establiments de servei als particulars que hi havia el 2009, 2 eren paletes i 1 fusteria.
L'any 2000 a Silhac hi havia 26 explotacions agrícoles que ocupaven un total de 752 hectàrees.

## Equipaments sanitaris i escolars
El 2009 hi havia una escola elemental.

## Poblacions més properes
El següent diagrama mostra les poblacions més properes.